# Флавий Президий
Флавий Президий (на латински: Flavius Praesidius) е политик по времето на остготите в Римската империя.
През 494 г. той е консул заедно с Туркий Руфий Апрониан Астерий.